# Білорусько-бразильські відносини
Білорусько-бразильські відносини — контакти між Білоруссю та Бразилією. Білорусь і Бразилія встановили дипломатичні відносини в 1992.
Бразилія станом на 2008 є головним торговим партнером Білорусі в Латинській Америці — в 2008 взаємний товарообіг двох країн склав 1228,9 млн доларів. Основним товаром, що постачається Білоруссю (як і Росією) до Бразилії, є на 2008 добрива, а основним товаром, що постачається з Бразилії до Білорусі — цукор.

## Білорусько-бразильська торгівля
У 1992 білоруські постачання до Бразилії склали 14,9 млн доларів (1,40 % білоруського експорту в 1992 до всіх країн), а бразильський експорт до Білорусі майже був відсутній. Через десять років товарообіг різко збільшився, причому бразильський експорт перевищив імпорт із Білорусі. У 2002 двосторонній товарообіг склав 193,9 млн доларів, у тому числі бразильські поставки — 104,5 млн доларів. Але вже в 2007 білоруський експорт різко перевищив бразильський імпорт до Білорусі.
Експорт з Білорусії до Бразилії (на 2008—1073,8 млн доларів, % всього білоруського експорту): головним чином добрива (у 2008 на 980 млн доларів), шини (25,4 млн доларів), підшипники.
Імпорт до Білорусії з Бразилії (на 2008 155,1 млн доларів — 0,39 % білоруського імпорту): в основному цукор (71,6 млн доларів у 2008) та частини та приладдя для автомобілів та тракторів (28,2 млн доларів) в 2008), також концентрати кави та чаю, овочеві та фруктові соки, відходи соєвої олії, сигарети та тютюнова сировина, полімери етилену.

## Суперечності між бразильською та білоруською статистикою двосторонньої торгівлі
Дані білоруської та бразильської статистики досить сильно розходяться. Наприклад, за білоруськими даними поставки до Бразилії з Білорусі склали в 2002 104,5 млн доларів, за бразильськими даними — тільки 1,5 млн доларів. Така велика розбіжність дослідник К. П. Андрієвський пояснює тим, що значна частина білоруських поставок до Бразилії припадала на посередників.

## Дипломатичні представництва
- Білорусь має посольство в Бразиліа[4]. Надзвичайний та повноважний посол Білорусії у Бразилії — Андрєєв Андрій Володимирович.
- Бразилія має посольство в Мінську[5]. Надзвичайний і повноважний посол Бразилії в Білорусі Пауло Фернандо Діас Ферес.